# Bristol 409
De Bristol 409 is de derde seriewagen van het Britse automerk Bristol Cars. De wagen werd aangedreven door een V8 van Chrysler. Hij werd nog voor de 408 voorgesteld, hoewel deze uiteindelijk eerder op de markt kwam.
De 409 had in tegenstelling tot zijn voorgangers een aantal veranderingen ondergaan, waaronder een zachtere wielophanging. Hierdoor verbeterde de rijkwaliteit een heel stuk. Tevens werd de traditionele dynamo in dit model vervangen door een alternator. Op de radiatorgrill na bleef de 409 uiterlijk identiek aan de 406 en  408. Het was de laatste V8 van Bristol met dashboard-transmissie, de 410 kreeg namelijk een centraler gelegen versnellingspook.